# Колумбійський Центр
Колумбійський Центр (англ. Columbia Center) — найвищий хмарочос Сіетла. Висота 76-поверхового будинку становить 285 метрів. Будівництво було розпочато в 1982 і завершено в 1985 році.
Щорічно в будинку проходить змагання пожежників. Пожежники зі спорядженням долають 1311 сходинок до 69 поверху.